# Madrona Clarina i Colomer
Madrona Clarina i Colomer   (Barcelona, 1688 - Barcelona, 1744) fou una vídua laica, que va fer-se terciària de l'Orde de Sant Agustí i es va retirar a fer vida solitària a casa seva, a Barcelona. Ha estat proclamada serventa de Déu per l'Església catòlica.

## Biografia

### Orígens i família
Va néixer el març de 1688 a la casa del davant del convent de Sant Agustí Vell de Barcelona, a l'actual carrer d'en Tantarantana, 4, i fou batejada el 16 de març a Santa Maria del Mar com a Madrona Eulàlia Magdalena. Era un dels dotze fills del corredor d'orella Jaume Joan Clarina, d'Anglesola, i de Teresa Colomer, els dos molt pietosos i devots, que l'educaren cristianament. En 1696, va morir el seu pare; va ajudar la seva mare fent les tasques domèstiques a casa. A Madrona li agradaven els afers religiosos i tenia vocació, que anà creixent amb el temps; no obstant això, consentí en casar-se, seguint la voluntat de la seva mare.

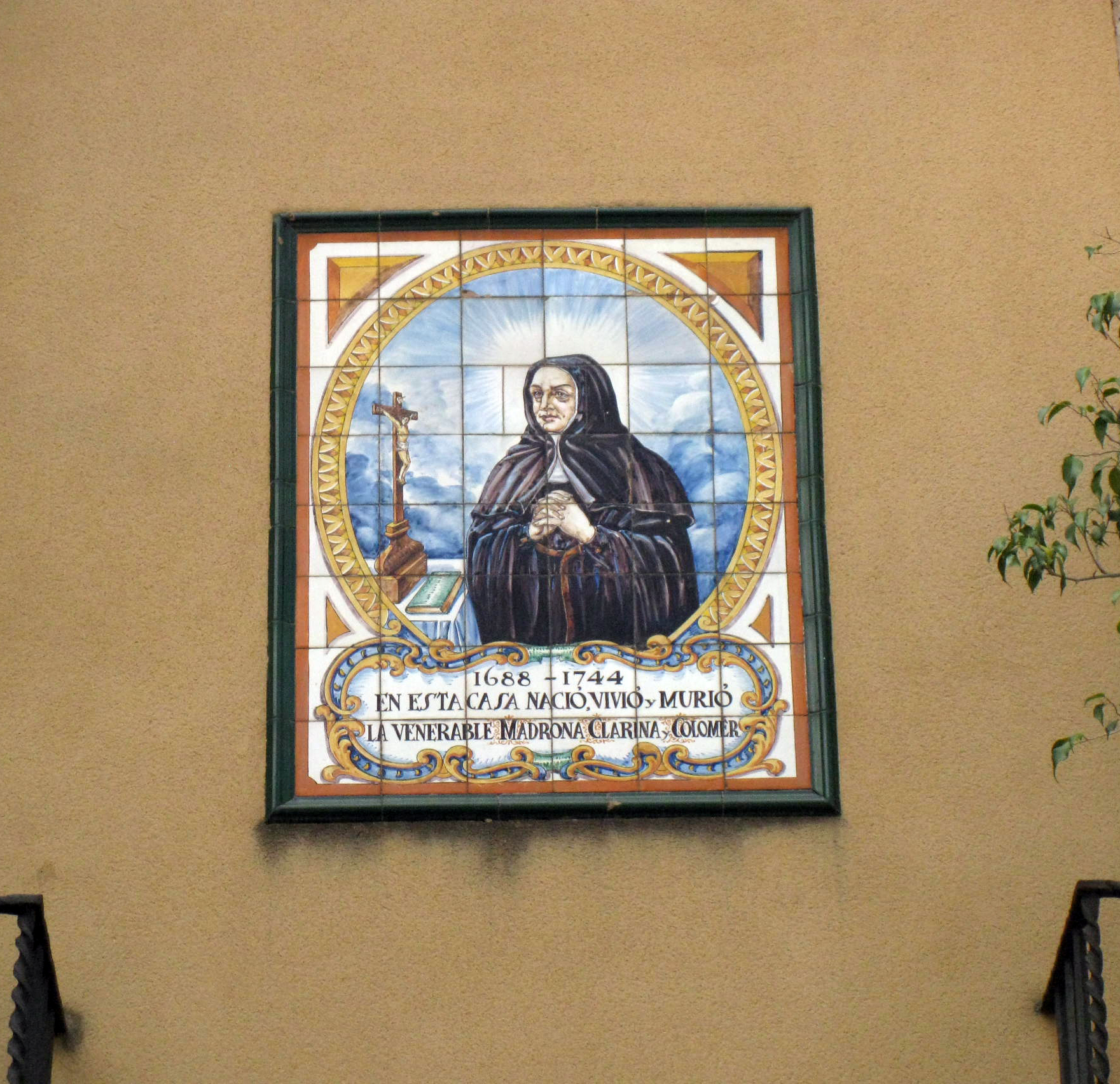
Placa commemorativa al carrer d'en Tantarantana, 4 de Barcelona, on va néixer Madrona Clarina i Colomer

El 19 de maig del 1709 va casar-se amb el mercader Joan Riera, home molt devot i virtuós; però no van tenir fills, i Riera morí el 7 de setembre del mateix any. Va tornar amb la seva mare i va refusar un segon matrimoni, volent ingressar a les carmelites descalces, cosa que no pogué fer per la seva salut feble. El 1713, arran del setge de Barcelona, la família marxa a Mataró. Després de sentir-hi un sermó de Jaume Ferreric, va tenir una crisi espiritual i decidí de seguir la vida religiosa, prenent Ferreric com a director espiritual fins al 1720.

### Retir domiciliari
El 1714, acabada la Guerra de Successió, tornà a viure a la seva casa familiar, tenint com a confessor Tomàs Juli, del convent de Sant Agustí. Va triar de fer vida solitària a casa seva, al bell mig de la ciutat. S'hi dedicava a la pregària i la meditació, sortint-ne només per anar a l'església o a fer caritat i exercicis de devoció. Des del 1720, quan Ferreric va ser traslladat, tenia com a director espiritual l'agustí Antoni Minuart. El 1733 van morir la seva germana Maria Rosa, vídua de Joan Puiguriguer, i la seva mare, quedant llavors sola del tot a casa, dedicada a la vida en solitud.
El 1726, va fer-se del tercer orde de l'Orde de Sant Agustí, fent vots de pobresa, obediència i castedat; rebé l'hàbit del seu mateix director, el pare Minuart. Malgrat que eren vots simples, renovables cada any, Madrona els complí i seguí com si fossin solemnes, fent una vida exemplar de monja solitària. Va patir diverses malalties, que va viure com una prova de constància, amb resignació. Alguns estius marxà, per prescripció mèdica, a una casa de Sant Feliu d'Alella d'un cunyat seu, on continuava retirada, pregant i meditant; l'estada a Alella va fer que millorés la seva salut.
En 1743 va morir el pare Minuart. Madrona va viure un temps en una casa del carrer de Montcada del seu nebot, on hi havia oratori i podia fer-s'hi missa, i on el pare Ferreric l'aconsellava. De nou a casa seva, Madrona va emmalaltir, i el 28 d'agost de 1744 era a Alella quan empitjorà i fou traslladada a Barcelona, on morí el 5 de desembre, poc després de les set del vespre, amb l'assistència de Ferreric i altres religiosos.

### Veneració
Va morir amb fama de santedat i molta gent volgué assistir al seu funeral, el 7 de desembre, i enterrament, el dia 14, ja que els metges van trobar que el cos es conservava flexible encara, a la capella de Sant Josep del convent de Sant Agustí Vell. El 1750, quan els frares es traslladaren al convent de Sant Agustí Nou del carrer de l'Hospital, també ho foren les restes sebollides, i entre elles les de Madrona Clarina.
Se li atribuïren miracles i el do la profecia, havent predit alguns fets com l'hora de la seva mort. Va deixar cartes i una relació de les seves meditacions, que serveixen per veure la seva espiritualitat.